# Hoya ilagiorum
Hoya ilagiorum är en oleanderväxtart som beskrevs av Kloppenb., Siar och Cajano. Hoya ilagiorum ingår i släktet Hoya och familjen oleanderväxter. Inga underarter finns listade i Catalogue of Life.